# 蟹瀬誠一 ネクスト!
『蟹瀬誠一 ネクスト!』（かにせせいいちネクスト）は、国際ジャーナリストの蟹瀬誠一がパーソナリティを務めた文化放送の朝のワイド番組。月曜 - 金曜6:30 - 9:00に放送していた。
放送期間は、2003年3月31日 - 2006年3月31日。アシスタントは、元ラジオ福島アナウンサーの小川真由美。
放送枠内では、全国ネットの帯番組として「武田鉄矢・今朝の三枚おろし」、「いすゞ お父さん・お母さんへの手紙」（CBCラジオ制作）が放送された。また、6:35 - 6:53には、文化放送をキーステーションに「蟹瀬誠一のニュースネクスト!」が放送された。
7:25からの「ネクスト生活防衛軍」は、経済や防犯、医療など幅広く扱うコーナーであり、ラジオ沖縄の「まことにいい朝!」（9:00 - ）内でも放送された。

## コーナー
- 6:30 オープニング
  - エルフモーニングダッシュ 蟹瀬誠一 ネクスト!（提供：いすゞ自動車、及び関東地区いすゞ自動車エルフ販売店グループ）
    - 6:45 ニュース 街の声（ここで全国放送の「ニュースネクスト」は終了）
    - 6:53 ニュースどこでもドア
      - 「エルフモーニングダッシュ」枠は長年続いている。
      - エルフモーニングダッシュ 蟹瀬誠一ネクスト!としての枠は6時台のみ
- 7:10 ニュース虫めがね
- 7:25 ネクスト生活防衛軍

コメンテーター
月曜日：酒匂隆雄（エコノミスト、酒匂エフエックスアドバイザリー代表）
火曜日：丹羽たか子（元文化放送アナウンサー、「ネクスト!」ディレクター）
水曜日：石森則和（文化放送報道部記者）
木曜日：川口一晃（経済評論家）
- 7:35 スポーツネクスト

コメンテーター 
月曜日：QRスポーツアナウンサー（週代わり）
火曜日：小関順二（スポーツライター）
水曜日：梅田香子（スポーツライター）
木曜日：須藤悟（スポーツキャスター）
金曜日：矢野吉彦（スポーツキャスター、元QRスポーツアナウンサー）
- 7:50 ミュージックタイムマシン
- 8:00 8時のニュース
- 8:05 武田鉄矢・今朝の三枚おろし
- 8:16 ネクストフォーカス（当時はヤクルトの提供枠）
- 8:18 いすゞ お父さん・お母さんへの手紙（CBCラジオ製作）
- 8:24 ネクスト! 朝イチライブラリー
- 8:31 トーキングネクスト
- 8:53 エンディング

## 7時台コメンテーター
- 月曜日：角谷浩一（政治ジャーナリスト）
- 火曜日：浜田和幸（国際政治学者）
- 水曜日：歳川隆雄（「インサイドライン」編集長）
- 木曜日：渡辺一弘（「日本の論点」編集長）
- 金曜日：山口義行（立教大学経済学部教授）

## トーキングネクスト
その日のテーマに沿って、リスナーからFAX・メールを募集し、当コーナーで紹介する。

### コメンテーター
- 火曜日：岩本敏（小学館情報誌編集局チーフプロデューサー）
- 水曜日：室井佑月（作家）
- 木曜日：木村晋介（弁護士）